# Hang On to Yourself
"Hang On to Yourself" é uma canção composta pelo músico britânico David Bowie em 1971 e lançada como single com a banda Arnold Corns. Uma versão regravada foi lançada no álbum The Rise and Fall of Ziggy Stardust and the Spiders From Mars. O riff principal é um representante da influência do glam rock como uma ponte entre o rock and roll dos anos 1950 - especificamente o rockabilly - e o punk que logo surgiria. Há influências do rockabilly de Eddie Cochran, de maneira mais rápida e turva (graças à Les Paul ousada e distorcida de Mick Ronson) de maneira a influenciar obras punk como "Teenage Lobotomy", dos Ramones.

## Versão da Arnold Corns
A versão da Arnold Corns de "Hang On to Yourself" - gravada nos estúdios Radio Luxembourg em Londres em 25 de fevereiro de 1971 - foi originalmente lançada pela B&C como o Lado B do single "Moonage Daydream" no Reino Unido em 7 de maio de 1971. Em 11 de agosto de 1972, foi relançado como Lado A, também pela B&C.
1. "Hang On to Yourself" – 2:55
2. "The Man in the Middle" – 4:20

A versão da Arnold Corns foi lançada como faixa bônus na remasterização de 1990 da Rykodisc e da EMI do álbum The Man Who Sold the World. Em 2002, esta versão foi lançada no disco bônus da reedição de 30 anos de The Rise and Fall of Ziggy Stardust and the Spiders From Mars. 
- Músicos:
  - David Bowie: vocal, piano
  - Freddi Buretti: vocal
  - Mark Carr-Pritchard: guitarra
  - Peter DeSomogyi: baixo
  - Tim Broadbent: bateria, pandeiro

O line-up oficial da banda, liderada pelo designer de moda Freddi Buretti, era uma invenção completa; Buretti estava nas sessões de gravação, mas suas contribuições foram nulas se comparadas às de Bowie.

## Versão deThe Rise and Fall of Ziggy Stardust and the Spiders From Mars
A versão do álbum foi gravada em novembro de 1971 nos Trident Studios, em Londres.
- David Bowie – vocais, violão
- Mick Ronson – guitarra
- Trevor Bolder – baixo
- Mick "Woody" Woodmansey – bateria